# 90-й отдельный лыжный батальон
90-й отдельный лыжный батальон — воинская часть вооружённых сил СССР в Великой Отечественной войне.

## История
Батальон сформирован в Архангельском военном округе в Архангельске в ноябре 1941 года.
В действующей армии с 20 декабря 1941 по 20 марта 1942 года.
Введён в бой вместе с 86-м отдельным лыжным батальоном в конце Тихвинской операции 26 декабря 1941 года, с задачей незамеченными выйти в тыл пока ещё отступающего противника и перерезать дорогу Оломна — Посадников остров. Батальоны задачу выполнили в ночь на 26 декабря 1941 года, и вплоть до 30 декабря 1941 года ведёт бои с отступающими частями вермахта, у которых оставался единственный путь для отступления, при этом батальон понёс очень большие потери.
Официально расформирован 20 марта 1942 года.

## Подчинение
| Дата            | Фронт (округ)    | Армия     | Корпус | Примечания |
| --------------- | ---------------- | --------- | ------ | ---------- |
| 01.01.1942 года | Волховский фронт | 4-я армия | -      | -          |
| 01.02.1942 года | Волховский фронт | 4-я армия | -      | -          |
| 01.03.1942 года | Волховский фронт | 4-я армия | -      | -          |